# Live at the Playroom
Live at the Playroom is de eerste live ep van de Australische hardrockband Airbourne

## Tracklist
| Nr. | Titel                         | Duur |
| --- | ----------------------------- | ---- |
| 1.  | Girls In Black                | 3:40 |
| 2.  | Too Much, Too Young, Too Fast | 3:57 |
| 3.  | Cheap Wine & Cheaper Women    | 5:02 |
| 4.  | Runnin' Wild                  | 4:32 |
| 5.  | Blackjack                     | 5:40 |

## Musici
- Joel O'Keeffe - zang, leadguitar
- Ryan O'Keeffe - drums, percussie
- David Roads - slaggitaar
- Adam Jacobson - basgitaar

## Bijzonderheden
Het album is alleen via iTunes te kopen.